# عبد الحليم خفاجي
الدكتور عبد الحليم خفاجي، من مواليد قرية مرصفا بمحافظة القليوبية بجمهورية مصر العربية في 6 فبراير 1932م. داعية إسلامي ورئيس المركز الإسلامي بميونخ.
تخرج في كلية الحقوق جامعة القاهرة عام 1954م. عمل في الكويت منذ مطلع السبعينيات باحثا قانونيا في ديوان وزارة العدل الكويتية. هاجر إلى ألمانيا عام 1979 وعمل في المركز الإسلامي في مدينة ميونخ في العام التالي ثم أسس مدرسة تدرس المنهجين العربي والإسلامي عام 1981م ومعهدا لتعليم اللغة العربية للألمان عام 1982م.
تفرغ لتاسيس مؤسسة بافاريا للإعلام والنشر للدعوة إلى الإسلام ومنذ ذلك الحين يعمل في المجال نفسه ومن أبرز أعماله ترجمة معاني القرآن الكريم إلى اللغة الألمانية فتم ذلك ويقوم حاليا بترجمته إلى لغات أخرى منها الإنكليزية والأسبانية.

## مؤلفاته
- حوار مع الشيوعيين
- عندما غابت الشمس
- كواكب حول الرسول
- دور أوروبا في مستقبل العمل الإسلامي
- ملك السجن
- قصاص لا إعدام
- ملخص كتاب روض الرياحين في حكايات الصالحين

## وفاته
توفي عبد الحليم خفاجي في 31 أغسطس 2013.